# Violent Noise
Violent Noise es el quinto álbum de estudio de la banda estadounidense de metalcore The Word Alive. Fue lanzado el 4 de mayo de 2018 a través de Fearless Records. El álbum fue producido por Matt Good y también es el primer álbum que presenta a Matt Horn como miembro oficial, habiendo tocado anteriormente en el segundo álbum de la banda, Life Cycles, como miembro de sesión. Es su primer álbum sin el bajista Daniel Shapiro y el baterista Luke Holland desde Life Cycles. Ambos miembros dejaron la banda antes de que comenzara la grabación.
El vocalista de Asking Alexandria Danny Worsnop, y al rapero Sincerely Collins aparecieron como músicos invitados en el álbum.

## Lista de canciones
| N.º | Título                                                      | Duración |  |
| 1.  | «Red Clouds»                                                | 3:53     |  |
| 2.  | «Why Am I Like This?»                                       | 3:13     |  |
| 3.  | «Stare at the Sun» (con Danny Worsnop de Asking Alexandria) | 3:14     |  |
| 4.  | «I Fucked Up»                                               | 3:46     |  |
| 5.  | «War Evermore»                                              | 4:07     |  |
| 6.  | «Human» (con Sincerely Collins)                             | 3:51     |  |
| 7.  | «I Don't Mind»                                              | 2:59     |  |
| 8.  | «Real Life»                                                 | 3:23     |  |
| 9.  | «Lost in the Dark»                                          | 3:13     |  |
| 10. | «My Enemy»                                                  | 3:29     |  |
| 11. | «Run Away»                                                  | 4:19     |  |
| 12. | «Lonely»                                                    | 3:34     |  |

| Bonus tracks (Japón) |            |          |  |
| N.º                  | Título     | Duración |  |
| 13.                  | «Misery»   | 3:13     |  |
| 14.                  | «Overdose» | 3:42     |  |

## Personal
The Word Alive
- Tyler Smith - voz principal, teclados
- Tony Pizzuti - guitarras, coros, teclados, programación, bajo
- Zack Hansen - guitarras, coros, teclados, programación, bajo
- Matt Horn - batería, percusión

Músicos adicionales
- Danny Worsnop: voz (pista 3).
- Sincerely Collins: voz (pista 6).